# Warto kochać
 (septembre 2021).
Warto kochać est une série télévisée polonaise, diffusée sur TVP 1 du 1er octobre 2005 au 16 février 2007. Elle présente la vie des habitants d'une petite ville polonaise. Une intrigue importante est une histoire d'amour ayant pour toile de fond les changements sociaux qui se produisent dans la campagne polonaise.

## Émissions
Initialement, la série était diffusée les samedis et dimanches à 17h20 (épisodes 1-21), puis du 7 janvier au 1er juillet 2006 les vendredis et samedis à 17h20 (épisodes 22-59). Après les vacances d'été, la série n'est revenue que le 7 octobre 2006 et jusqu'à la fin de l'année, elle a été diffusée le samedi vers 13h30 (épisodes 60-72). En 2007, la série a été diffusée le vendredi à 15:10 (épisodes 73-79).

## Distribution
- Katarzyna Galica : Marta Miłorzębska
- Michał Czernecki : Tomasz Milewski
- Bronisław Wrocławski : Cezary Horoszewicz
- Bartosz Głogowski : Conseiller Michał
- Joanna Lisner : Krystyna Wójcik
- Jacek Chmielnik : Piotr
- Andrzej Galla : Felicjan
- Martyna Kubicz : Ilonka
- Grzegorz Wojdon : Andrzej Wójcik
- Anna Maria Buczek : Joanna
- Małgorzata Zofia Zawadzka : Małgośka, la sœur de Michał
- Andrzej Niemirski : réceptionniste
- Antoni Ostrouch : Wiktor Milewski, le père de Tomasz
- Marta Ścisłowicz
- Anna Ilczuk : Andżela
- Edwin Petrykat : Kawiorski
- Genowefa Wydrych : Aniela
- Jerzy Mularczyk : Kajetan
- Aleksander Podolak : Romain
- Ryszard Chlebuś : Plewka le tailleur
- Dominik Bąk
- Mirosław Haniszewski
- Adam Pater
- Michał Paszczyk